# L'Aspirateur du professeur Mécanicas
Pour plus de détails, voir Fiche technique et Distribution.
L'Aspirateur du professeur Mécanicas est un film muet français réalisé par Robert Lortac, sorti en 1921.
Ce court métrage d'animation met en scène un robot, qui symbolise l'avènement de la société moderne, et, à travers les péripéties qui surviennent lorsque Reniflator échappe à son inventeur Mécanicas, Robert Lortac incite le spectateur à réfléchir sur l'évolution de la société qui émerge en ce début du XXe siècle. 

## Synopsis
Le savant Mécanicas invente un robot aspirateur le Reniflator. Mécanicas et Bigfellow regardent le robot aspirer poussières et microbes. Mais le robot ne s'arrête pas là et commence à tout engloutir dans la maison avant de s'attaquer à son inventeur.

## Fiche technique
- Titre : L'Aspirateur du professeur Mécanicas
- Réalisation : Robert Lortac
- Société de production : Atelier Lortac
- Société de distribution : Pathé cinéma
- Pays d'origine :  France
- Format : Noir et blanc — 35 mm — 1,33:1 — Muet
- Métrage : 57 mètres
- Durée : 2 minutes